# MACHO 176.18833.411
MACHO 176.18833.411, även känd som OGLE BLG-RRLYR-10353, är en RR Lyrae-stjärna i mellersta delen av stjärnbilden Skytten belägen i den galaktiska utbuktningen av Vintergatan. Den ingår dock inte i den galaktisk utbuktningen utan är en galaktisk halostjärna, som är på den del av dess elliptiska bana som för den in i utbuktningen innan den återvänder till de yttre delarna av galaxens halo. Stjärnan är för närvarande belägen cirka 850 parsec (2 800 ljusår) från Vintergatans centrum. År 2015 hade denna stjärna den högsta hastigheten av någon känd RR Lyrae-stjärna som ligger i utbuktningen och har en egenrörelse av 482 km/s, bara något under den galaktiska flykthastigheten och fem gånger medelhastigheten för utbuktningsstjärnor. Dess natur upptäcktes som en del av BRAVA-RR-undersökningen.